# Окіноерабу
Окіноерабудзіма (яп. 沖永良部島, окіноерабу: いぃらぶ Іірабу), або Окіноерабу, один з островів Сацунан, що належать до архіпелагу Амамі між Кюсю і Окінавою.
Острів має площу 93,63 км² та населення приблизно 14 000 осіб. Адміністративно він належить до префектури Каґосіма і розділений на два міста — Вадомарі та Тіна. Значна частина острова знаходиться в межах національного парку Амамі Ґунто.

## Географія

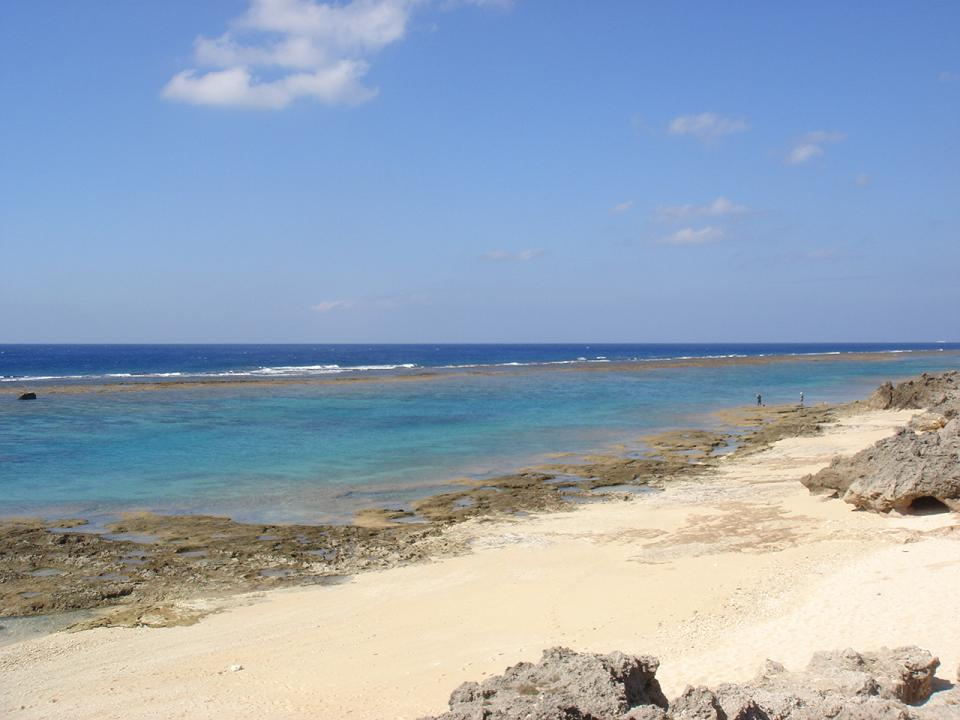
Якомо, пляж Окіноерабудзіми.

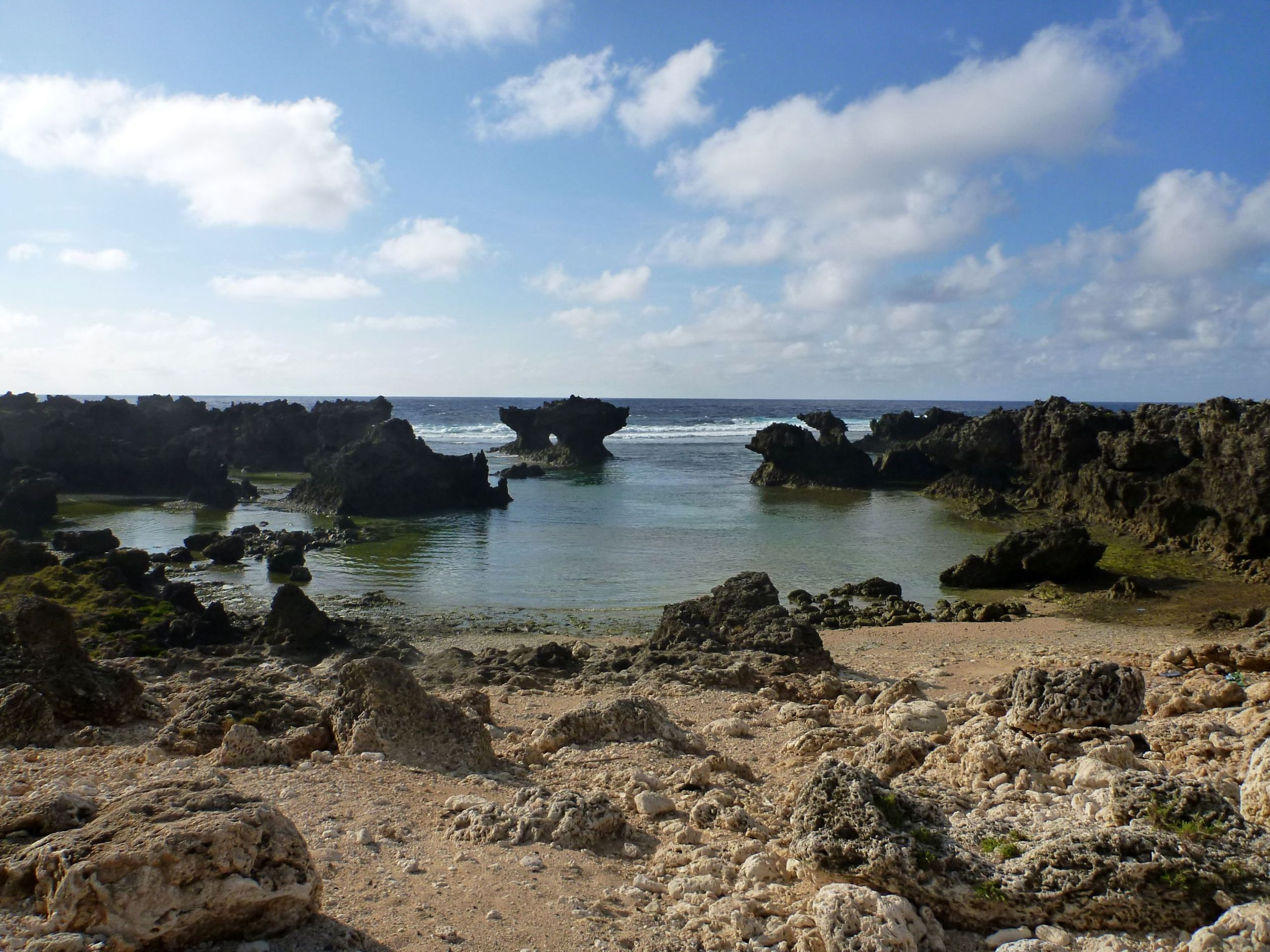
Удзідзі, пляж Окіноерабудзіми в містечку Тіна.

Окіноерабудзіма розташована між островами Токуносіма та Йорондзіма, приблизно в 536 км на південь від південного кінця Кюсю та в 60 км на північ від Окінави.
Це кораловий острів довжиною приблизно 20 км а шириною 7 км. Найвища точка над морем — гора Ояма (246 метрів над рівнем моря). У східній частині острова знаходиться велика вапнякова печерна система, одна з найбільших в Азії. Узбережжя острова оточене кораловим рифом.

## Історія
Невідомо, коли острів Окіноерабудзіма був заселений вперше. На ньому панувала знать адзі, яка побудувала численні укріплення гусуку, від 8 століття. З 1266 року він став частиною Королівства Королівство Хокудзан і до моменту його включення до складу Королівства Рюкю в 1422 році. Самураї з домену Сацума вторглися на острів час вторгнення в Рюкю в 1609 році, після чого його включення в офіційні володіння домену Сацума було визнано сьогунатом Токуґави в 1624 році. Правління Сацуми було суворим, жителі острова були змушені до кріпацтва, вони вирощували цукрову тростину, щоб справлятися з високими податками, що часто призводило до голоду.
Острів був підпорядкований Токуносімі з 1616 по 1690 рік, коли було створено незалежний дайканшо (магістрат). Протягом усього періоду Сацуми острів використовувався як тюремне поселення, особливо для політичних злочинців, включаючи багатьох членів королівської родини Рюкю. Сайґо Такаморі був засланий до Окіноерабудзіми з 1862 по 1864 рік.
Після реставрації Мейдзі острів був включений до провінції Осумі, а згодом став частиною префектури Каґосіма. Після Другої світової війни, разом з іншими островами Амамі, він був окупований Сполученими Штатами до 1953 року, коли він і решта островів Амамі повернулися під контроль Японії.
У вересні 1977 року масивний тайфун (Тайфун Бейб) спустошив острів. Вітри зі швидкістю понад 210 км/год тривали протягом двох годин, коли тайфун проходив повз острів. Майже дві третини будинків по всьому були пошкоджені або зруйновані штормом, 73 людини постраждало. Більшість травм були спричинені руйнуванням будівель.

## Клімат
Окіноерабудзіма має вологий субтропічний клімат (Cfa згідно з кліматичною класифікацією Кеппена) з дуже теплим літом та м’якою зимою. Опади значні протягом року, але взимку дещо менші. Острів зазнає частих тайфунів.

## Фауна
Окіноерабудзіма є домом для кількох рідкісних видів плазунів та комах, які є ендеміками острова, або, загальніше, островів Рюкю. Це одне місць, де плавання з китами (горбаті кити) дозволено законом.

## Економіка
З помірними опадами та теплим кліматом острів придатний для сільського господарства. Основні культури включають солодку картоплю, цукрову тростину та квітникарство. Переробка коричневого цукру та виробництво дистильованого лікеру шьочю є важливими галузями промисловості. Острів не належить до числа головних туристичних напрямків архіпелагу Амамі.

## Транспорт
У порту Вадомарі, розташованому в однойменному містечку, регулярно курсують пороми до Окінави та Каґосіми. Менший порт Тіна, в містечку Тіна, має пороми до Каґосіми та інших островів Амамі.
Аеропорт Окіноерабу у Вадомарі розташований на східній стороні острова. Рейси з'єднують острів з Каґосімою, Токуносімою, Амамі (через Токуносіму) та Окінавою (Наха).